# Michel Talagrand
Michel Pierre Talagrand (Béziers, 15 de febrero de 1952) es un matemático francés. Doctor en Ciencias desde 1977, es, desde 1985, director de Investigación del CNRS y miembro del Equipo de Análisis Funcional del Instituto de Matemáticas de París. Talagrand también fue miembro de la facultad de la Universidad Estatal de Ohio durante más de quince años. Fue elegido corresponsal de la Academia de Ciencias de París en marzo de 1997, y luego miembro de pleno derecho en noviembre de 2004, en la sección de Matemáticas. En 2024, Talagrand recibió el Premio Abel.
Talagrand estudia principalmente el análisis funcional y la teoría de la probabilidad y sus aplicaciones.

## Carrera
Talagrand se ha interesado por la probabilidad con una estructura mínima. Ha obtenido una caracterización completa de los procesos gaussianos acotados en entornos muy generales, y también nuevos métodos para acotar procesos estocásticos. Descubrió nuevos aspectos de los fenómenos isoperimétricos y de concentración de medidas para espacios de productos, al obtener desigualdades que utilizan nuevos tipos de distancias entre un punto y un subconjunto de un espacio de productos. Estas desigualdades muestran con gran generalidad que una cantidad aleatoria que depende de muchas variables independientes, sin depender demasiado de una de ellas, sólo tiene pequeñas fluctuaciones. Estas desigualdades ayudaron a resolver la mayoría de los problemas clásicos de la teoría de la probabilidad en espacios de Banach y también han transformado la teoría abstracta de los procesos estocásticos. Estas desigualdades se han utilizado con éxito en muchas aplicaciones que involucran cantidades estocásticas, como por ejemplo en mecánica estadística (sistemas desordenados), informática teórica, matrices aleatorias y estadística (procesos empíricos).
Talagrand comentó en la introducción a su monografía de dos volúmenes sobre modelos de campo medio de vasos giratorios:

En general, los físicos teóricos han descubierto nuevas y maravillosas áreas de las matemáticas, que han explorado con sus métodos. Este libro es un intento de corregir esta anomalía explorando estas áreas mediante métodos matemáticos, y un intento de llamar la atención de la comunidad matemática sobre estas maravillosas cuestiones.

En particular, la monografía ofrece una exposición de la prueba de Talagrand de la validez de la fórmula de Parisi.

## Vida personal
Está casado con Wansoo Rhee, una profesora ahora jubilada de ciencias de la gestión en la Universidad Estatal de Ohio, a quien conoció en su primer viaje a Estados Unidos. Ellos tienen dos hijos.

## Premios
- Conferencias Peccot del Collège de France francés (1980)[5]
- Premio Peccot-Vimont del Collège de France francés (1980)
- Premio Servant de la Academia de Ciencias de Francia (1985)
- Ponente invitado al Congreso Internacional de Matemáticos (Kyoto 1990)[6]
- Premio Loève de Probabilidad (1995)[7]
- Premio Fermat de investigación matemática (1997)[8]
- Miembro correspondiente de la Academia Francesa de Ciencias (1997)
- Ponente plenario del Congreso Internacional de Matemáticos (Berlín 1998)[9]
- Miembro de la Academia Francesa de Ciencias[10][11] (2004)
- Caballero de la Orden de la Legión de Honor (2011)[12]
- Premio Shaw de Matemáticas (2019)[13]
- Medalla Stefan Banach de la Academia de Ciencias de Polonia (2022)[14]
- El Premio Abel (2024)[1]

## Publicaciones seleccionadas
- Talagrand, Michel (1979). «Espaces de Banach Faiblement κ-Analytiques». The Annals of Mathematics (JSTOR) 110 (3): 407-438. ISSN 0003-486X. doi:10.2307/1971232.
- Talagrand, Michel (1987). «Regularity of gaussian processes». Acta Mathematica (International Press of Boston) 159: 99-149. ISSN 0001-5962. doi:10.1007/bf02392556.
- Rhee, Wansoo T.; Talagrand, Michel (1988). «Some distributions that allow perfect packing». Journal of the ACM (Association for Computing Machinery (ACM)) 35 (3): 564-578. ISSN 0004-5411. doi:10.1145/44483.44487.
- Talagrand, Michel (1990). «The Three-Space Problem for L 1». Journal of the American Mathematical Society (JSTOR) 3 (1): 9-29. ISSN 0894-0347. doi:10.2307/1990983.
- Talagrand, Michel (1992). «Type, infratype and the Elton-Pajor theorem». Inventiones Mathematicae (Springer Science and Business Media LLC) 107 (1): 41-59. Bibcode:1992InMat.107...41T. ISSN 0020-9910. doi:10.1007/bf01231880.
- Talagrand, M. (1 de enero de 1994). «Sharper Bounds for Gaussian and Empirical Processes». The Annals of Probability (Institute of Mathematical Statistics) 22 (1). ISSN 0091-1798. doi:10.1214/aop/1176988847.
- Talagrand, M. (1994). «Matching theorems and empirical discrepancy computations using majorizing measures». Journal of the American Mathematical Society (American Mathematical Society (AMS)) 7 (2): 455-537. ISSN 0894-0347. doi:10.1090/s0894-0347-1994-1227476-x.
- Talagrand, Michel (1995). «Concentration of measure and isoperimetric inequalities in product spaces». Publications Mathématiques de l'IHÉS (Springer Science and Business Media LLC) 81 (1): 73-205. ISSN 0073-8301. arXiv:math/9406212. doi:10.1007/bf02699376.
- Talagrand, Michel (1995). «Sections of smooth convex bodies via majorizing measures». Acta Mathematica (International Press of Boston) 175 (2): 273-300. ISSN 0001-5962. doi:10.1007/bf02393307.
- Talagrand, Michel (1 de enero de 2006). «The Parisi formula». Annals of Mathematics 163 (1): 221-263. ISSN 0003-486X. doi:10.4007/annals.2006.163.221.
- Talagrand, Michel (2006). «Maharam's problem». Comptes Rendus Mathematique (Elsevier BV) 342 (7): 501-503. Bibcode:2006math......1689T. ISSN 1631-073X. arXiv:math/0601689. doi:10.1016/j.crma.2006.01.026.

## Libros de referencia
- Talagrand, Michel (1984). Pettis integral and measure theory. Providence, R.I., USA: American Mathematical Society. ISBN 978-0-8218-2307-1. OCLC 851088223.
- Ledoux, Michel (1991). Probability in Banach Spaces : Isoperimetry and Processes. Berlin, Heidelberg: Springer Berlin Heidelberg. ISBN 978-3-642-20212-4. OCLC 851818740.
- Talagrand, Michel (2003). Spin glasses : a challenge for mathematicians : cavity and mean field models. Berlin New York: Springer. ISBN 978-3-540-00356-4. OCLC 52509569.
- Talagrand, Michel (2005). The generic chaining : upper and lower bounds of stochastic processes. Berlin: Springer. ISBN 978-3-540-27499-5. OCLC 262680717.
- Talagrand, Michel (2011). Mean field models for spin glasses. Berlin Heidelberg: Springer. ISBN 978-3-642-15202-3. OCLC 695389115.
- Talagrand, Michel (2011). Mean field models for spin glasses. Berlin: Springer. ISBN 978-3-642-22253-5. OCLC 755538109.
- Talagrand, Michel (2014). Upper and lower bounds for stochastic processes : modern methods and classical problems. Heidelberg: Springer. ISBN 978-3-642-54075-2. OCLC 871255685.[15]
- Talagrand, Michel (21 de diciembre de 2021). Upper and Lower Bounds for Stochastic Processes: Decomposition Theorems. Ergebnisse der Mathematik und ihrer Grenzgebiete. 3. Folge / A Series of Modern Surveys in Mathematics 60. Springer Cham. ISBN 978-3-030-82594-2. doi:10.1007/978-3-030-82595-9.
- Talagrand, Michel (22 de febrero de 2022). What Is a Quantum Field Theory?. Cambridge University Press. Bibcode:2022wiqf.book.....T. ISBN 978-1-108-22514-4. doi:10.1017/9781108225144.